# Sefer ha-Razim

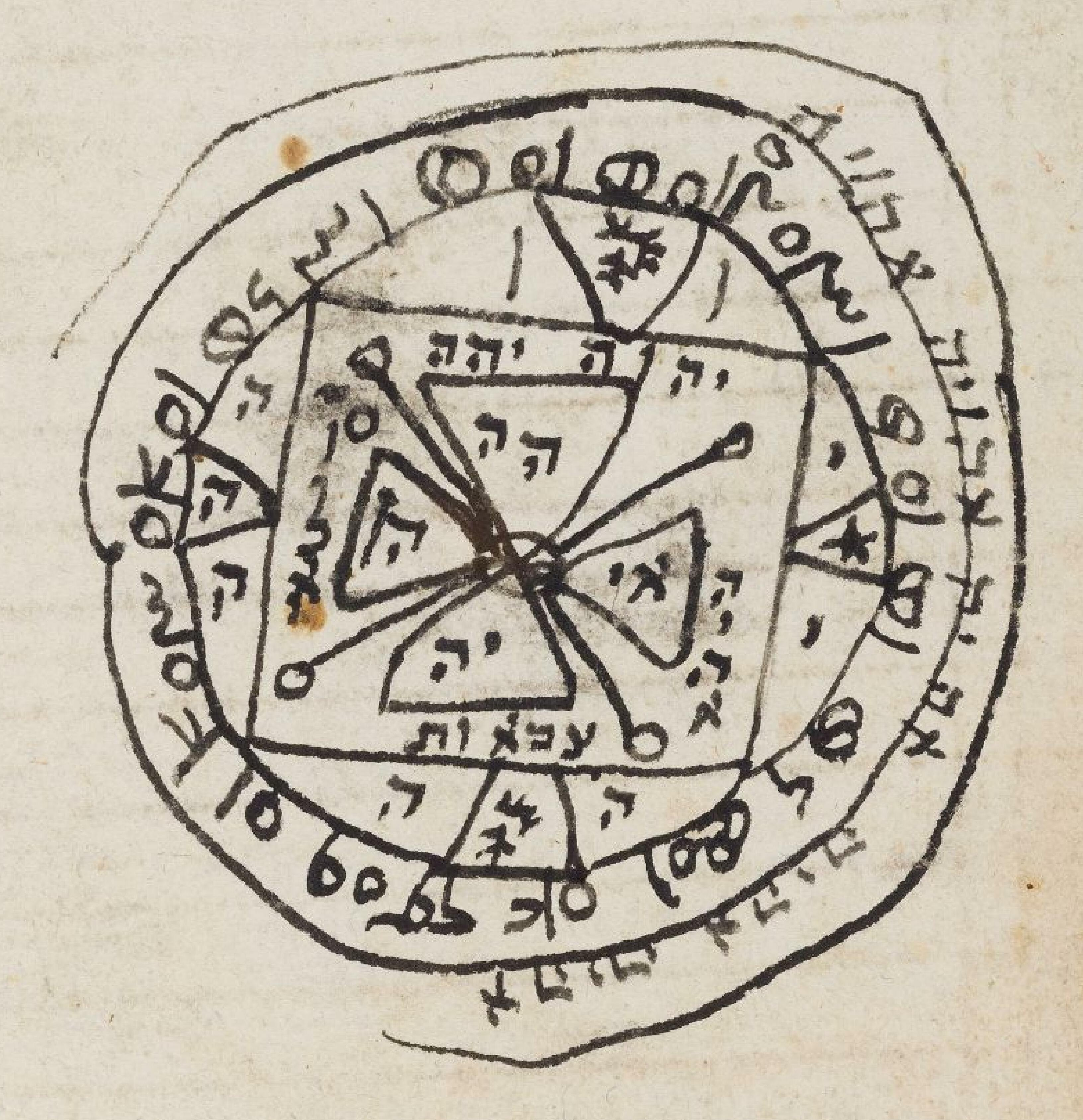

Sefer ha-Razim é uma obra judaica, conhecida por Livro dos Mistérios e escrita entre os séculos IV e VI, que traz em seus textos fórmulas mágicas e conjurações das forças naturais para dominar momentos da vida, tais como o amor, doenças, derrotar inimigos, etc.